# Blossia karrooica
Blossia karrooica är en spindeldjursart som beskrevs av William Frederick Purcell 1902. Blossia karrooica ingår i släktet Blossia och familjen Daesiidae. Inga underarter finns listade.